# محوطه دگ حاجی محمد ۳
محوطه دگ حاجی محمد ۳ مربوط به دوران پیش از تاریخ ایران باستان است و در شهرستان کوهرنگ، ۷/۵ کیلومتری جنوب شرق چلگرد، دهستان شوراب تنگزی، ۲۰۰ متری شمال شهرک امام حسین واقع شده و این اثر در تاریخ ۲۷ اسفند ۱۳۸۷ با شمارهٔ ثبت ۲۶۲۹۵ به‌عنوان یکی از آثار ملی ایران به ثبت رسیده است.